# ブルーフィルム (cali≠gariのアルバム)
『ブルーフィルム』は、cali≠gariのアルバム。2000年7月7日に1stプレス、2001年8月4日に2ndプレスが発売。

## 解説
- 通称エロアルバム、第7期メンバー初の音源。
- 1stプレスでは購入特典にオリジナルコンドームが付いた。ジャケットもコンドーム。
- 2ndプレスでは、エロトピア、ポラロイド遊戯、ブルーフィルムの3曲のボーカルとコーラスが再録され、8曲目にボーナストラックが追加。CDエクストラでブルーフィルムのPVが収録された。ジャケットは新宿昭和館。
- 当初は前ボーカルによってレコーディングされていたものの、突如失踪(脱退)した事情により収録できなくなった未発表曲が数曲存在する。(大方はアレンジされ使われた。)

## 収録曲

### ブルーフィルム(1st)
1. エロトピア
（作詞・作曲:桜井青）
ムックにライブでカバーされたことがある。
2. ミルクセヰキ
（作詞・作曲:桜井青）
3. ポラロイド遊戯
（作詞:石井秀仁　作曲:村井研次郎）
4. 音セックス
（作曲:桜井青）
5. 真空回廊
（作詞:石井秀仁　作曲:武井誠）
6. 原色エレガント
（作詞:石井秀仁　作曲:村井研次郎）
7. ブルーフィルム
（作詞・作曲:桜井青）

### ブルーフィルム 2nd
1. エロトピア
（作詞・作曲:桜井青）
2. ミルクセヰキ
（作詞・作曲:桜井青）
3. ポラロイド遊戯
（作詞:石井秀仁　作曲:村井研次郎）
4. 音セックス/Ver1.5
（作曲:桜井青）
5. 真空回廊
（作詞:石井秀仁　作曲:武井誠）
6. 原色エレガント
（作詞:石井秀仁　作曲:村井研次郎）
7. ブルーフィルム
（作詞・作曲:桜井青）
8. 真空回廊　TAKAJUN's Gravity-Free Remix

CDエクストラ
1. ブルーフィルム
PV。